# Zond 7

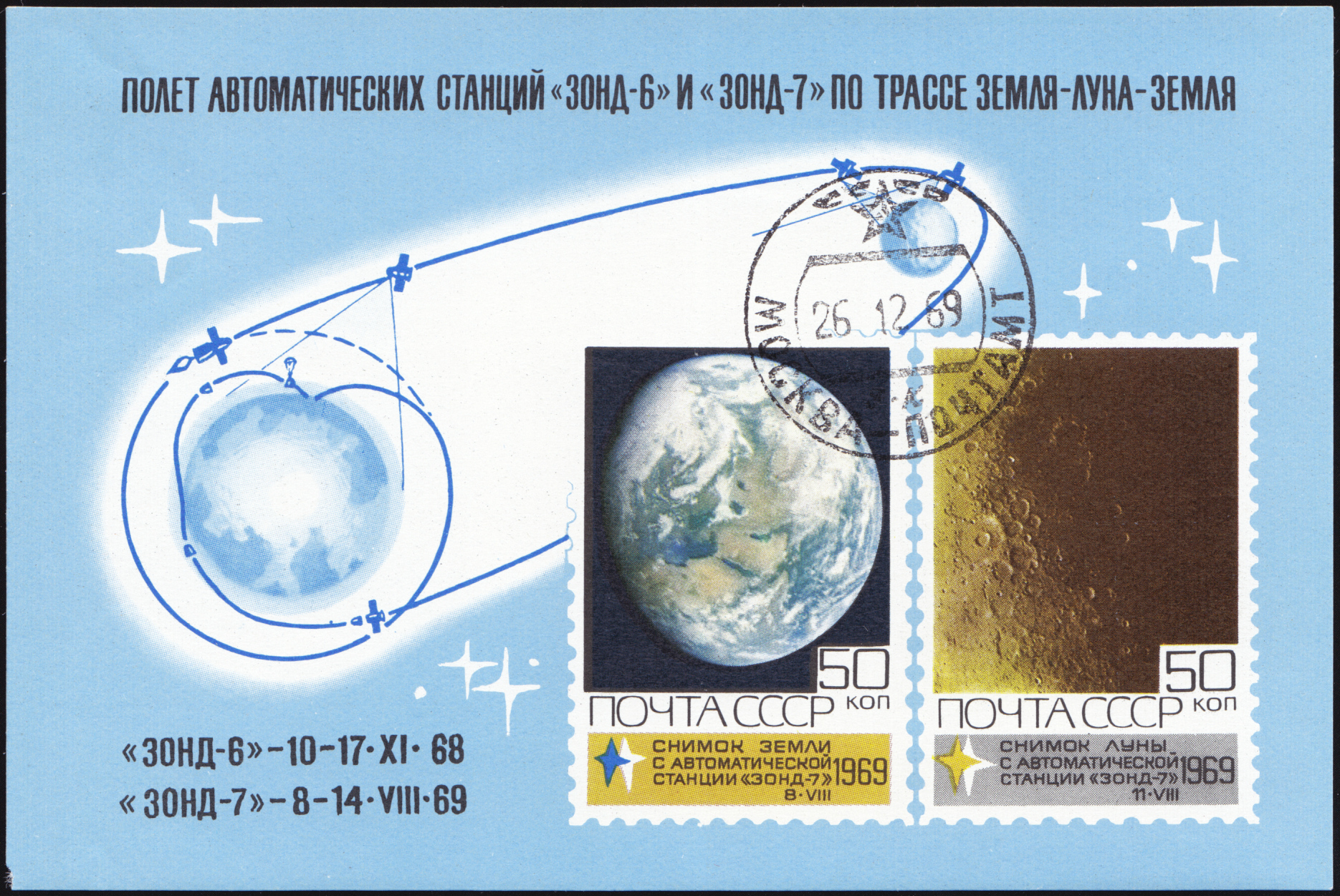
Órbita Zond 7, fotografias da Terra e da Lua em um bloco comemorativo da URSS, 1969.

Zond 7, uma integrante do programa soviético Zond e o único teste realmente bem sucedido da Soyuz 7K-L1, foi lançada rumo à Lua de uma nave mãe (69-067B) em uma missão de estudos mais distantes da  e do espaço circumlunar, para obter fotos coloridas da Lua e da Terra de diversas distâncias, e para testar os sistemas da nave em voo. As fotos da Terra foram obtidas em 9 de agosto de 1969. Em 11 de agosto de 1969, a nave espacial voo sobre a Lua a uma distância de 1984.6 km em realizou duas seções de fotos. A Zond 7 reentrou na atmosfera terrestre em 14 de agosto de 1969, e pousou suavemente em uma região predeterminada de Kustanai.
- Data/Hora de Lançamento: 1969-08-07 às 23:48:06 UTC
- Massa em órbita: 5979 kg